# Дружба (стадион, Бахчисарай)
«Дружба» (укр. Дружба) — футбольный стадион в городе Бахчисарай. Стадион являлся временной домашней ареной для клуба «Севастополь», из-за его проблем с домашним стадионом. Стадион вмещает 4500 человек. Стадион оборудован пластиковыми сиденьями. Одним из недостатков  стадиона является то, что спортивная раздевалка находится не под трибунами стадиона, а  в отдельном здании; также раздевалка находится в плохом состоянии.
В 2003 году в честь 500-летия Бахчисарая на стадионе была проведена реконструкция. Также на стадионе началась и сама торжественная церемония открытия праздника.
С 2009 года «Дружба» стала домашним стадионом клуба «Севастополь», который выступал в Первой лиге Украины. Первый матч 29 марта 2009 года против алчевской «Стали» (0:0), на поединке присутствовало около 2000 человек.